# 廣由梨
廣 由梨（ひろし ゆり）は、日本のフリーアナウンサー。プロアスリート所属。元NHK徳島放送局契約アナウンサー、元NHK大阪放送局契約アナウンサー。
大阪府泉佐野市出身。

## 来歴・人物
2018年4月にNHK徳島放送局契約キャスターとして入局する。2020年4月からNHK大阪放送局に異動し、ほっと関西でリポーターとして活動した。
2025年4月からプロアスリートに所属しフリーアナウンサーとして活動。
趣味は美味しいもの巡り、お笑い鑑賞、野球観戦、ピアノ、ラーメン店巡り（好きな食べ物はつけ麺)

## 出演

### 徳島放送局（2018年度 - 2019年度）
- とく6徳島（NHK徳島放送局） - キャスター
- 高専ロボコン2019四国地区大会（NHK徳島放送局、2019年11月17日） - リポーター

### 大阪放送局（2020年度 - 2024年度）
- ほっと関西（NHK大阪放送局）
  - リポーター（2020年度 - 2022年度）
  - スポーツキャスター（2023年度 - 2024年度）
- ニュース きん5時（NHK大阪放送局）‐ 中継リポーター